# Ääsmäe raba
Ääsmäe raba är en mosse i Estland.   Den ligger i landskapet Harjumaa, i den västra delen av landet, 24 km sydväst om huvudstaden Tallinn.